# Releksificering
Indenfor lingvistikken er releksificering en sprogændringsmekanisme hvorved et sprog udskifter store dele, eller hele, sit leksikon, inklusive det grundlæggende ordforråd, med et andet sprogs leksikon uden at ændre drastisk i det releksificerede sprogs grammatik. Begrebet bruges hvoedsageligt til at beskrive pidginsprog, kreolsprog og blandede sprog.
Releksificering er ikke det samme som leksikale lån, hvorved et sprog blot supplerer sit grundlæggende ordforråd med låneord fra et andet sprog.

## Yderligere læsning
- Arends, Jacques, Pieter Muysken & Norval Smith. 1995. Pidgins and Creoles: an introduction. Amsterdam: Benjamins.
- Sebba, Mark. 1997. Contact Languages: Pidgins and Creoles. Houndmills, Basingstoke, Hampshire and London: Macmillan Press.
- Speer, Rob; Havasi, Catherine (2004), Meeting the Computer Halfway: Language Processing in the Artificial Language Lojban (PDF), Massachusetts Institute of Technology, arkiveret (PDF) fra originalen 23. oktober 2014

| Sprog | Spire Denne artikel om sprog er en spire som bør udbygges. Du er velkommen til at hjælpe Wikipedia ved at udvide den. |